# Camellocossus
Camellocossus is een geslacht van vlinders uit de familie van de Houtboorders (Cossidae). De wetenschappelijke naam en de beschrijving van dit geslacht zijn voor het eerst gepubliceerd in 2011 door Roman Viktorovitsj Jakovlev.
De soorten van dit geslacht komen voor in Afrika.

## Soorten
- Camellocossus abyssinica (Hampson, 1910)
- Camellocossus aladdin Yakovlev & Witt, 2017
- Camellocossus henleyi (Warren & Rothschild, 1905)
- Camellocossus ifrit Yakovlev & Witt, 2017
- Camellocossus jinn Yakovlev & Witt, 2017
- Camellocossus lalibela Yakovlev & Witt, 2017
- Camellocossus manat Yakovlev, 2021
- Camellocossus ngai Yakovlev & Witt, 2017
- Camellocossus osmanya Yakovlev, 2011
- Camellocossus politzari Yakovlev, 2021
- Camellocossus roc Yakovlev & Witt, 2017
- Camellocossus sindbad Yakovlev & Saldaitis, 2015
- Camellocossus snizeki Yakovlev & Witt, 2017
- Camellocossus sokoto Yakovlev, 2021
- Camellocossus strohlei Yakovlev & Witt, 2017